# Años 70 a. C.
Los años setenta antes de Cristo comenzaron el 1 de enero del 79 a. C. y terminaron el 31 de diciembre del 70 a. C.

## Acontecimientos
- 80-72 a. C.: Sertorio, con la ayuda de diversos pueblos hispanos (entre ellos, los lusitanos y los celtíberos), mantiene a la península ibérica independiente de facto respecto a la República Romana.[1]
- 79-78 a. C.: Quinto Cecilio Metelo Pío, propretor de la Hispania Ulterior. Construyó los campamentos de Vicus Caecilius y Mettelinum.[2]
- 77-71 a. C.: Pompeyo en Hispania. Funda Pompaelo en el 74 a. C. y comienza la formación de las redes clientelares pompeyanas en la península.[3]

## Personas destacadas
- 15 de octubre: Virgilio, poeta romano.
- Quinto Sertorio
- Cneo Pompeyo Magno